# 모로코 왕립 축구 연맹
모로코 왕립 축구 연맹(아랍어: الجامعة الملكية المغربية لكرة القدم, 프랑스어: Fédération Royale marocaine de football)은 모로코의 축구를 관장하는 기관이다. 1956년에 설립되었고, 1960년에 FIFA의 회원이 되었고, 같은 해에 CAF의 회원이 되었다. 축구 리그인 보톨라, 모로코 축구 국가대표팀과 모로코 여자 축구 국가대표팀을 조직하고, 라바트에 기반을 두고 있다. 또한 UAFA와 UNAF의 회원이다.

## 역사

### 아프리카 네이션스컵
2011년 1월 29일, CAF 이사회는 모로코가 2015년 아프리카 네이션스컵을 개최하고, 2017년 대회는 남아프리카 공화국에서 개최하기로 결정했다.
2014년 10월, 모로코 정부는 서아프리카에서 에볼라 바이러스가 유행함에 따라 대회 연기를 요청했다. 2014년 11월 2일 집행위원회 회의에서 이 문제가 논의된 후, CAF는 대회 날짜를 유지하는 동시에 여전히 대회를 개최하기를 원하는지 여부에 대한 명확한 설명을 모로코 왕립 축구 연맹에 요청했다. 11월 8일, 모로코는 대회 개최를 확정하기 위한 이 기한을 지키지 못했다. 3일 후, CAF는 모로코가 대회를 개최하지 않을 것이며, 관심을 표명한 국가들의 명단에서 새로운 개최국을 선정할 것이라고 확인했다. 이전에 개최국 자격을 얻었던 모로코는 대회 참가 자격이 박탈되었다.
2022년 10월 1일, 모로코는 기니가 보유하고 있다가 빼앗긴 2025년 아프리카 네이션스컵을 개최하겠다는 의지를 밝혔다. 2023년 9월 27일, CAF는 모로코가 2025년 토탈 에너지 CAF 아프리카 네이션스컵을 개최할 것이라고 발표했다.